# Sciadia innuptaria
Sciadia innuptaria là một loài bướm đêm trong họ Geometridae.